# Saltängsbron

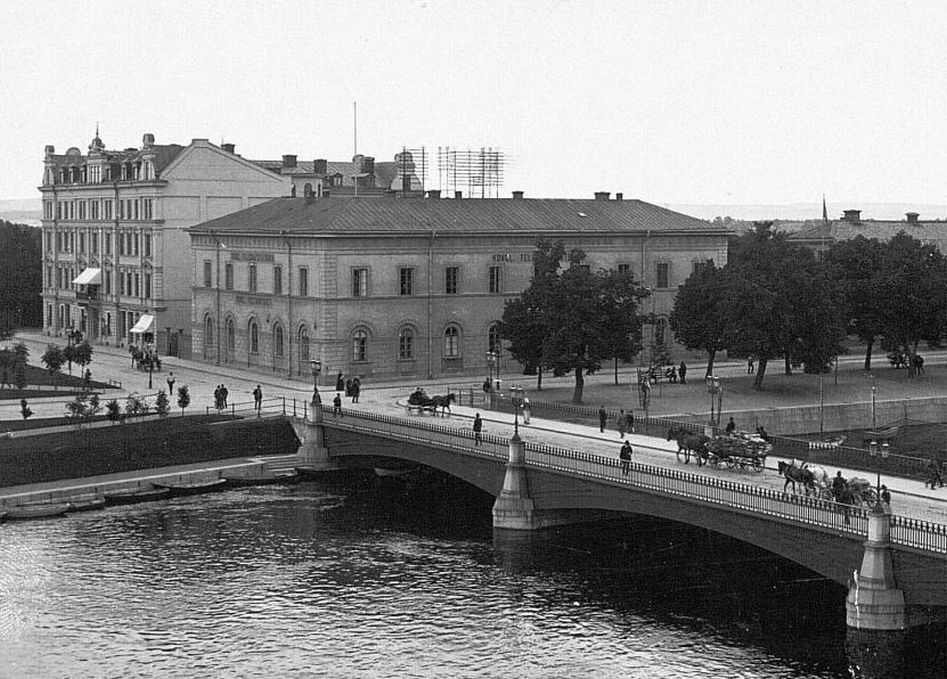
Oscar Fredriks bro, före 1904. Vid hörnet Drottninggatan/Norra Strömsgatan syns dåvarande tidigare Ullhuset, som byggts om till stadens telegrafstation och postkontor.

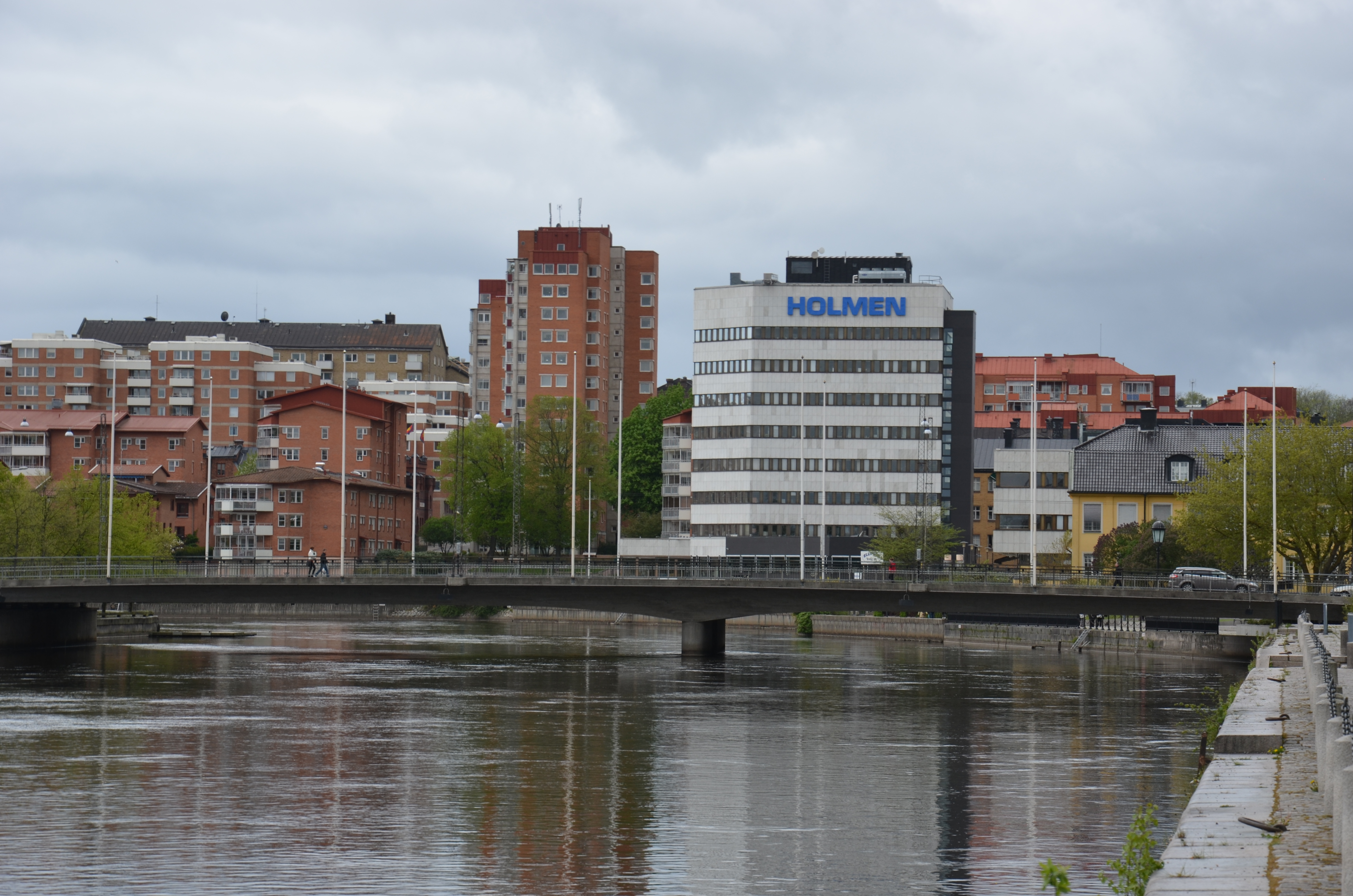
Saltängsbron sedd mot Refvens grund

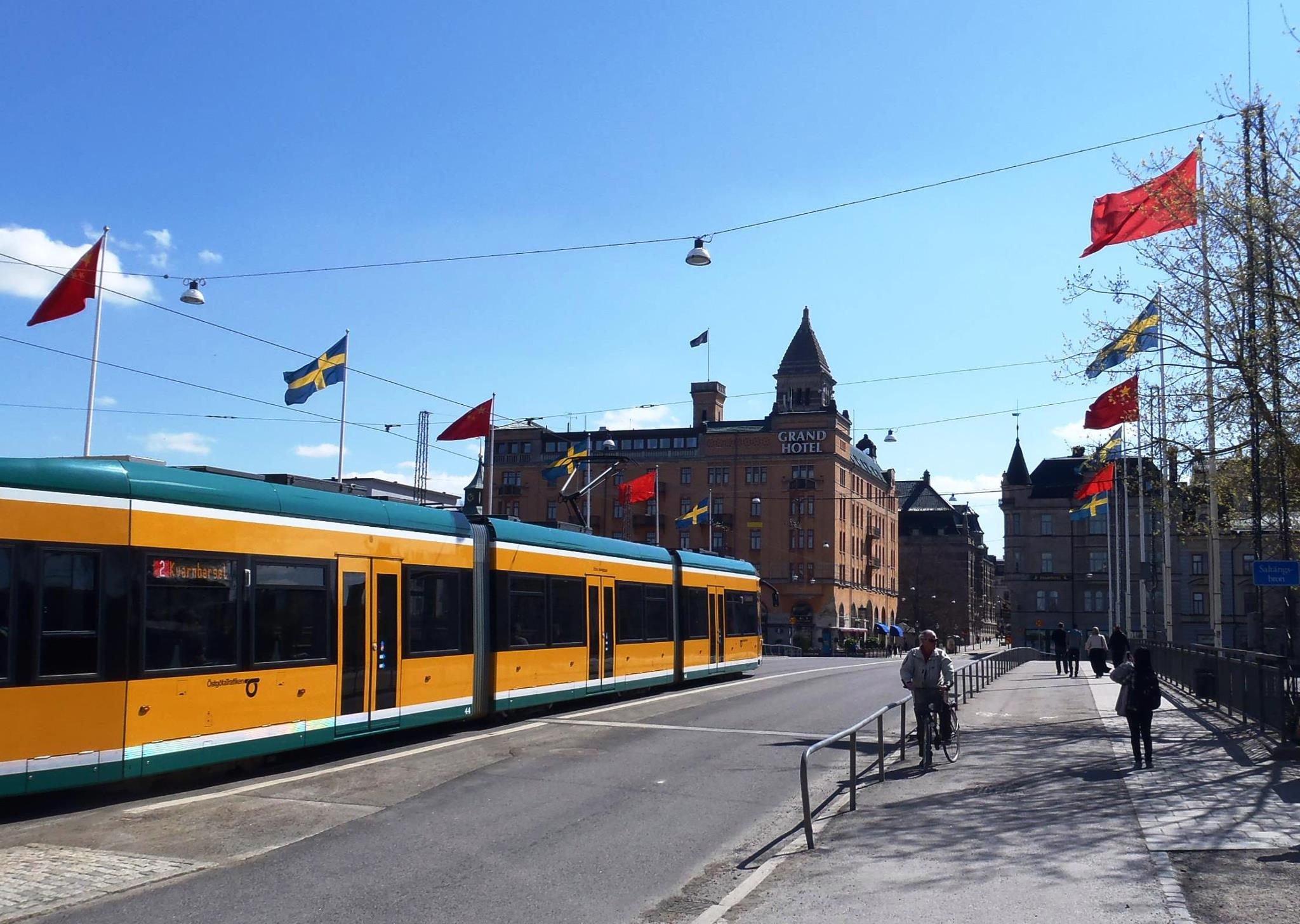
Saltängsbron, 2013. Vid södra brofästet Grand Hotel till vänster och Lawskihuset till höger

Saltängsbron är en bro över Motala ström i Norrköping, som leder Drottninggatan över älven mellan Carl Johans park och Gamla staden.
Den första Saltängsbron, som då också kallades Nya bron, byggdes 1614. Den var den andra bron över Motala ström i Norrköping efter Gamlebro. Den ledde då till Nya staden på Saltängen. Åren 1835–1837 byggdes den femte bron i ordningen på platsen och fick namnet Oscar Fredriks bro efter dåvarande kronprinsen Oscar Fredrik. Bron fick spårvagnstrafik 1904 och den fick dubbla spårvagnsspår 1913. Järnsmidesstaket från bron finns idag vid norra brofästet i parken Samarien.
Den nuvarande bron, som är den sjätte på platsen, blev färdig 1980 och döptes då till Saltängsbron.

## Bildgalleri

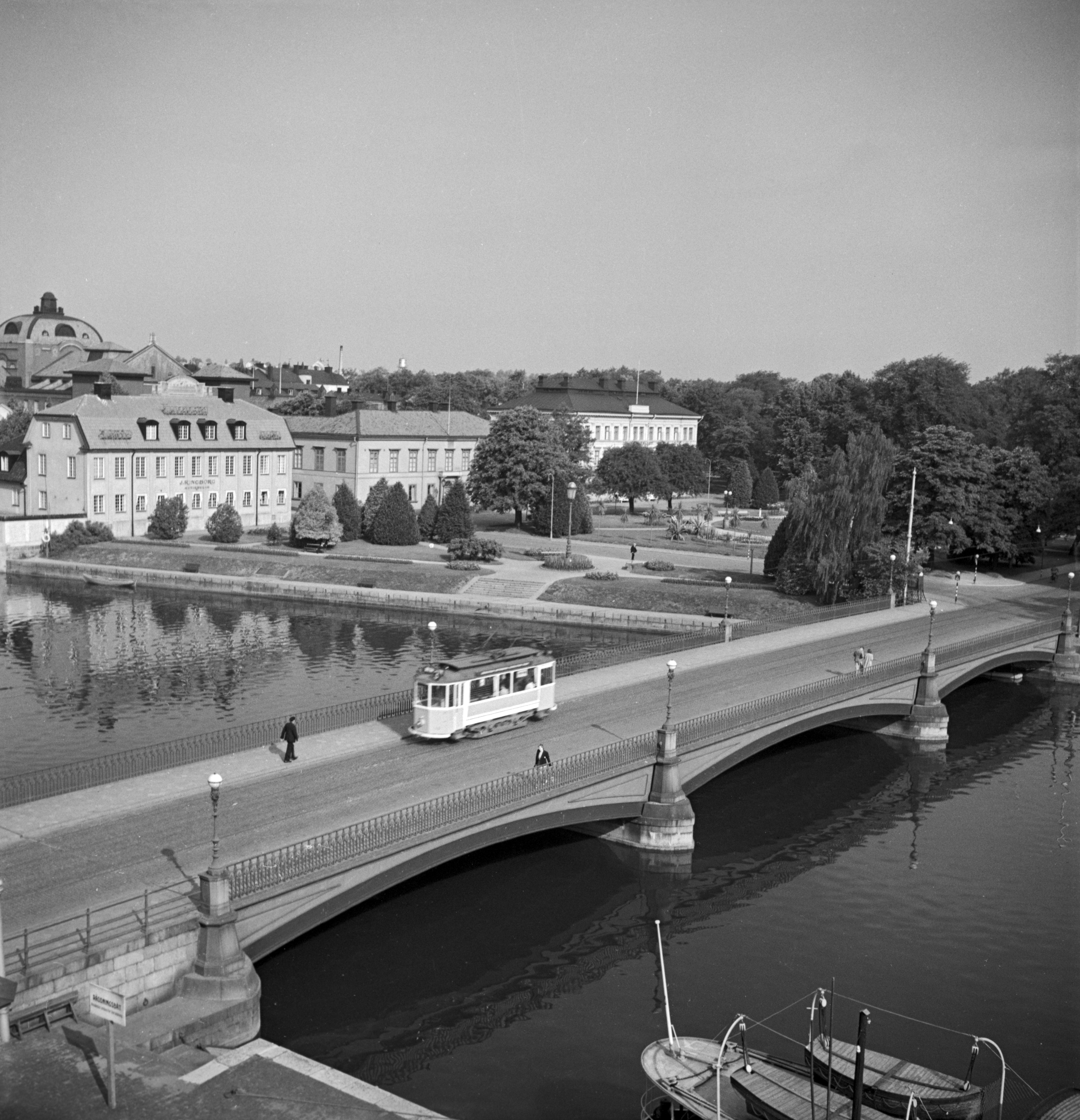
En "Göteborgsvagn" från ASEA på bron 1940. I fonden syns Ringborgska huset från 1784, Gamla stadshuset från 1802 och Stora Hotellet från 1854
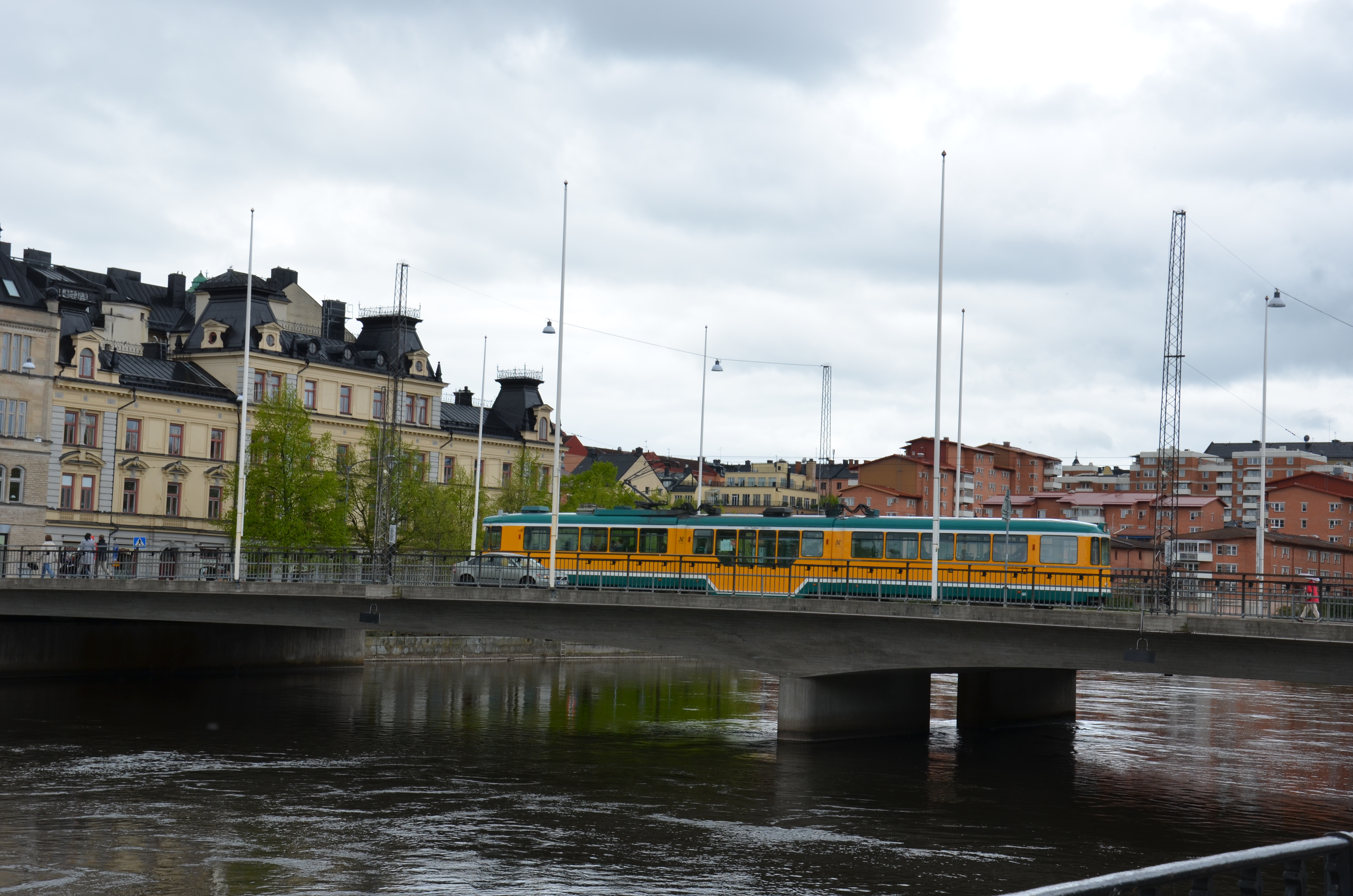
Spårvagn av modell Düwag GT8 på Saltängsbron, 2012